# Alice Glasnerová
Alice Johanna Glasnerová (provdaná Kohnová, 17. prosince 1905 Ružomberok – 19. prosince 1986 Praha) byla slovenská právnička, komunistka, feministka a politická vězeňkyně, židovského původu, hospodářka Polní nemocnice J. A. Komenského v rámci československých interbrigád během španělské občanské války, členka československého odboje, oběť komunistického režimu v Československu. Druhou světovou válku strávila v USA prací pro slovenskou sekci International Workers Order (Mezinárodní dělnický řád). Během politických procesů v ČSR v 50. letech 20. století strávila celkem téměř pět let ve vězení.

## Životopis

### Mládí
Narodila se v Ružomberku v majetné židovské rodině jako starší ze dvou dcer. Jejím otcem byl Richard Glasner (1877–1927) a matkou byla Olga Kornhausnerová (1885–1968). Mladší sestra se jmenovala Eva (1912–1978). Alice navštěvovala místní piaristické (katolické) gymnázium a poté vystudovala Právnickou fakultu Univerzity Karlovy v Praze. V roce 1929 se provdala za MUDr. Erwina Kohna (1901–1962) a přestěhovali se do Žiliny, kde jako jedna z prvních žen na Slovensku pracovala jako právnička.
Od roku 1931 se neoficiálně podílela na politických aktivitách KSČ, oficiálně do strany vstoupila až v roce 1938.

### Španělská občanská válka
Po vypuknutí občanské války ve Španělsku na jaře roku 1936 se zapojila do organizace tzv. Interbrigád, dobrovolnických ozbrojených jednotek chystaných k cestě do Španělska k podpoře republikánské demokratické vlády proti fašistickým silám generála Franca, organizované zejména diplomatem a někdejším agentem americké kontrarozvědky CIC Emanuelem Voskou. Jako jedna z 29 evidovaných interbrigadistek odcestovala s dalšími přibližně 1200 Čechoslováky (velkou, necelou poloviční, část z nich tvořili českoslovenští komunisté), kde byla následně odpovědna za hospodaření a správu Polní nemocnice Jana Amose Komenského, provozované díky veřejné sbírce spolu s MUDr. Karlem Holubcem. Zdaleka zde nebyla jedinou ženou: v nemocnici mj. působily lékařky Dora Kleinová či farmaceutka Helena Petránková. Nemocnice působila v oblasti bojů v Guadalajaře, roku 1937 se pak přesunula do Benicasimu ve Valencii, potom do oblasti Barcelony. Během války byla tato zdravotnická zařízení opakovaně terčem náletů.
Po porážce republikánských sil a odvolání mezinárodních interbrigád odcestovala roku 1938 do Francie, kde byla následně za svou účast v interbrigádách, stejně jako řada jiných, zatčena a měsíc uvězněna v internačním táboře v Perpignanu nedaleko španělských hranic.

### Druhá světová válka
Po obsazení Francie Nacistickým Německem roku 1940 se jí podařilo vycestovat do Spojených států. Zde vedle své práce pro slovenskou sekci International Workers Order svým působením v American Society for Aid to Democrats of Spain, American Refugee Relief Society a The American Relief Society for Czechoslovakia (Americké pomocné sdružení pro Československo) pomáhala českým uprchlíkům emigrovat do Ameriky z Nacistickým Německem okupovaného Protektorátu Čechy a Morava. Mezi těmi, kterým pomohla emigrovat, byli mj. Jan Werich a Jiří Voskovec. Artur London ji zmiňuje ve své knize Španělsko, Španělsko jakožto jednu z těch, kteří "společnou akcí s pokrokovými krajany v USA získali podporu pro vězněné interbrigadisty a pro ty, kteří v boji pokračovali.

### Po roce 1945
Po konci války a návratu do Československa v roce 1946 pracovala nejprve v kanceláři na generálním sekretariátu ÚV KSČ. Po únoru 1948 a nastolení komunistického režimu v Československu pracovala od června 1948 v kabinetu místopředsedy vlády Viliama Širokého jako národohospodářka. V září 1948 nastoupila do funkce vedoucí sociálně právního odboru československých hotelů. Byla jednou z několika lidí, kteří písemně podpořili žádost Noela Fielda, amerického diplomata později obviněného v USA ze spolupráce z NKVD, o povolení k pobytu v Československu a informovali o jeho krocích komunistickou stranu.
Po zatčení Noela Fielda v květnu 1949 v ČSR pro spolupráci s americkými tajnými službami, předání do Maďarské lidové republiky a jeho následného svědectví, ve kterém označil Glasnerovou za jednu ze svých kontaktů, byla Státní bezpečností zatčena, obviněna z protistátní špionáže a uvězněna na devět měsíců. Následoval rozvod s manželem Erwinem, se kterým se definitivně rozešli v politických postojích.
V červnu 1951 byla v rámci přípravy monstrprocesu s tzv. spikleneckým centrem Rudolfa Slánského znovu zatčena a nakonec postavena před soud a 25. června 1954 odsouzena na základě obvinění ze špionáže pro USA k osmi letům vězení. 10. června 1955 byl tento rozsudek zrušen a byla následně propuštěna.
Po propuštění žila v Praze se svou sestrou Evou. Pracovala v právním oddělení národního podniku Kniha. Po invazi vojsk Varšavské smlouvy do Československa v srpnu 1968 ukončila své členství v KSČ. Po odchodu do důchodu potom, z důvodu špatného zdravotního stavu, pak pouze soukromě vyučovala angličtinu.

### Úmrtí
Alice Glasnerová zemřela 19. prosince 1986 v Praze ve věku 81 let.